# Pieter Gerardus van Os
Pieter Gerardus van Os (8 d'octubre de 1776 – 28 de març de 1839) fou un pintor i gravador neerlandès, membre de la reconeguda família d'artistes Van Os.
Van Os va néixer a La Haia, fill de Jan van Os. Va estudiar amb el seu pare, i de 1794 a 1795 a la Tekenakademie a la Haia. Durant aquest període, es va dedicar a copiar pintures de l'obra de Paulus Potter i Charles Dujardin. A Van Os, li agradaven especialment els animals com a tema i va fer com una còpia excel·lent d'una de les obres de Potter, Vedell, que fou adquirida per Guillem V d'Orange-Nassau.
Després de completar la seva formació, va anar a Amsterdam, on es va guanyar la vida sobretot pintant retrats en miniatura de no gaire qualitat, i donant classes de dibuix. Al voltant de 1805, va començar a dedicar-se a la producció de pintures de paisatges plens del seu tema favorit d'animals, i encara estava fortament influenciat pels mestres holandesos del segle xvii. El 1808, el seu Ambient de muntanya amb bestiar va guanyar el premi proporcionat pel rei Lluís Bonaparte per al millor paisatge en la primera exposició pública d'art contemporani holandès a Amsterdam.
El 1813 i 1814 es va formar com a capità de voluntaris, i va adquirir experiència militar, cosa que el va portar a tractar temes militars en la seva obra. L'emperador Alexandre I de Rússia va comprar una pintura de Van Os amb aquest tema i la va posar al seu palau de Sant Petersburg. Van Os es va morir a la Haia el 1839.
El seu fill Pieter Frederik van Os (1808 - 1892) també fou pintor i mestre d'Anton Mauve, entre d'altres.